# Khai cuộc Mieses
Khai cuộc Mieses (Mieses Opening) là một khai cuộc cờ vua bắt đầu bằng các nước đi:
1. d3
Khai cuộc này được đặt theo tên của đại kiện tướng người Đức gốc Anh Jacques Mieses. Được coi là một khai cuộc không phổ biến, vì vậy nó được phân loại theo mã A00 trong Bách khoa toàn thư về Khai cuộc (ECO).

## Miêu tả
1.d3 của Trắng nhằm phát động tượng đen của mình và kiểm soát một cách khiêm tốn ở trung tâm, nhưng vì nó không chiếm phần lớn trong trung tâm như 1.d4, nên đây không phải là một khai cuộc phổ biến. Trong số hai mươi nước đi khai cuộc đầu tiên có thể dành cho Trắng, nó đứng thứ mười về mức độ phổ biến. Tuy nhiên, vì 1... d6 có khả năng được chơi bởi Đen trước bất kỳ khai cuộc nào từ Trắng, nên khai cuộc này cũng có thể được chơi cho bên Trắng. Khả năng diễn biến thành Tấn công Ấn Độ cũng rất quan trọng để xem xét. Đen có nhiều nước đáp lại, chẳng hạn như 1... e5, 1... d5, 1... c5, 1... Nf6 và 1... g6.
Nổi tiếng nhất trong việc sử dụng khai cuộc này là ván thứ 3 trong 6 trận đấu giữa Deep Blue và Garry Kasparov năm 1997. Kasparov tin rằng máy tính sẽ chơi khai cuộc kém nếu phải dựa vào các kỹ năng của chính nó hơn là vào dữ liệu khai cuộc của nó. Ván cờ đã kết thúc hoà. Nó đã được David Levy sử dụng trước đây trong trận đấu với Cray Blitz, mà Levy đã giành chiến thắng.

## Ván đấu ví dụ
|   | a | b | c | d | e | f | g | h |   |
| 8 | a8 black rook · b8 black rook · d8 black bishop · h8 black king · f7 black pawn · g7 black pawn · h7 black bishop · a6 black pawn · c6 black knight · d6 black pawn · f6 black knight · h6 black pawn · c5 black pawn · d5 white knight · f5 white pawn · c4 white pawn · e4 white pawn · c3 white knight · d3 white pawn · a2 white rook · d2 white bishop · h2 white pawn · d1 white bishop · f1 white rook · g1 white king | a8 black rook · b8 black rook · d8 black bishop · h8 black king · f7 black pawn · g7 black pawn · h7 black bishop · a6 black pawn · c6 black knight · d6 black pawn · f6 black knight · h6 black pawn · c5 black pawn · d5 white knight · f5 white pawn · c4 white pawn · e4 white pawn · c3 white knight · d3 white pawn · a2 white rook · d2 white bishop · h2 white pawn · d1 white bishop · f1 white rook · g1 white king | a8 black rook · b8 black rook · d8 black bishop · h8 black king · f7 black pawn · g7 black pawn · h7 black bishop · a6 black pawn · c6 black knight · d6 black pawn · f6 black knight · h6 black pawn · c5 black pawn · d5 white knight · f5 white pawn · c4 white pawn · e4 white pawn · c3 white knight · d3 white pawn · a2 white rook · d2 white bishop · h2 white pawn · d1 white bishop · f1 white rook · g1 white king | a8 black rook · b8 black rook · d8 black bishop · h8 black king · f7 black pawn · g7 black pawn · h7 black bishop · a6 black pawn · c6 black knight · d6 black pawn · f6 black knight · h6 black pawn · c5 black pawn · d5 white knight · f5 white pawn · c4 white pawn · e4 white pawn · c3 white knight · d3 white pawn · a2 white rook · d2 white bishop · h2 white pawn · d1 white bishop · f1 white rook · g1 white king | a8 black rook · b8 black rook · d8 black bishop · h8 black king · f7 black pawn · g7 black pawn · h7 black bishop · a6 black pawn · c6 black knight · d6 black pawn · f6 black knight · h6 black pawn · c5 black pawn · d5 white knight · f5 white pawn · c4 white pawn · e4 white pawn · c3 white knight · d3 white pawn · a2 white rook · d2 white bishop · h2 white pawn · d1 white bishop · f1 white rook · g1 white king | a8 black rook · b8 black rook · d8 black bishop · h8 black king · f7 black pawn · g7 black pawn · h7 black bishop · a6 black pawn · c6 black knight · d6 black pawn · f6 black knight · h6 black pawn · c5 black pawn · d5 white knight · f5 white pawn · c4 white pawn · e4 white pawn · c3 white knight · d3 white pawn · a2 white rook · d2 white bishop · h2 white pawn · d1 white bishop · f1 white rook · g1 white king | a8 black rook · b8 black rook · d8 black bishop · h8 black king · f7 black pawn · g7 black pawn · h7 black bishop · a6 black pawn · c6 black knight · d6 black pawn · f6 black knight · h6 black pawn · c5 black pawn · d5 white knight · f5 white pawn · c4 white pawn · e4 white pawn · c3 white knight · d3 white pawn · a2 white rook · d2 white bishop · h2 white pawn · d1 white bishop · f1 white rook · g1 white king | a8 black rook · b8 black rook · d8 black bishop · h8 black king · f7 black pawn · g7 black pawn · h7 black bishop · a6 black pawn · c6 black knight · d6 black pawn · f6 black knight · h6 black pawn · c5 black pawn · d5 white knight · f5 white pawn · c4 white pawn · e4 white pawn · c3 white knight · d3 white pawn · a2 white rook · d2 white bishop · h2 white pawn · d1 white bishop · f1 white rook · g1 white king | 8 |
| 7 | a8 black rook · b8 black rook · d8 black bishop · h8 black king · f7 black pawn · g7 black pawn · h7 black bishop · a6 black pawn · c6 black knight · d6 black pawn · f6 black knight · h6 black pawn · c5 black pawn · d5 white knight · f5 white pawn · c4 white pawn · e4 white pawn · c3 white knight · d3 white pawn · a2 white rook · d2 white bishop · h2 white pawn · d1 white bishop · f1 white rook · g1 white king | a8 black rook · b8 black rook · d8 black bishop · h8 black king · f7 black pawn · g7 black pawn · h7 black bishop · a6 black pawn · c6 black knight · d6 black pawn · f6 black knight · h6 black pawn · c5 black pawn · d5 white knight · f5 white pawn · c4 white pawn · e4 white pawn · c3 white knight · d3 white pawn · a2 white rook · d2 white bishop · h2 white pawn · d1 white bishop · f1 white rook · g1 white king | a8 black rook · b8 black rook · d8 black bishop · h8 black king · f7 black pawn · g7 black pawn · h7 black bishop · a6 black pawn · c6 black knight · d6 black pawn · f6 black knight · h6 black pawn · c5 black pawn · d5 white knight · f5 white pawn · c4 white pawn · e4 white pawn · c3 white knight · d3 white pawn · a2 white rook · d2 white bishop · h2 white pawn · d1 white bishop · f1 white rook · g1 white king | a8 black rook · b8 black rook · d8 black bishop · h8 black king · f7 black pawn · g7 black pawn · h7 black bishop · a6 black pawn · c6 black knight · d6 black pawn · f6 black knight · h6 black pawn · c5 black pawn · d5 white knight · f5 white pawn · c4 white pawn · e4 white pawn · c3 white knight · d3 white pawn · a2 white rook · d2 white bishop · h2 white pawn · d1 white bishop · f1 white rook · g1 white king | a8 black rook · b8 black rook · d8 black bishop · h8 black king · f7 black pawn · g7 black pawn · h7 black bishop · a6 black pawn · c6 black knight · d6 black pawn · f6 black knight · h6 black pawn · c5 black pawn · d5 white knight · f5 white pawn · c4 white pawn · e4 white pawn · c3 white knight · d3 white pawn · a2 white rook · d2 white bishop · h2 white pawn · d1 white bishop · f1 white rook · g1 white king | a8 black rook · b8 black rook · d8 black bishop · h8 black king · f7 black pawn · g7 black pawn · h7 black bishop · a6 black pawn · c6 black knight · d6 black pawn · f6 black knight · h6 black pawn · c5 black pawn · d5 white knight · f5 white pawn · c4 white pawn · e4 white pawn · c3 white knight · d3 white pawn · a2 white rook · d2 white bishop · h2 white pawn · d1 white bishop · f1 white rook · g1 white king | a8 black rook · b8 black rook · d8 black bishop · h8 black king · f7 black pawn · g7 black pawn · h7 black bishop · a6 black pawn · c6 black knight · d6 black pawn · f6 black knight · h6 black pawn · c5 black pawn · d5 white knight · f5 white pawn · c4 white pawn · e4 white pawn · c3 white knight · d3 white pawn · a2 white rook · d2 white bishop · h2 white pawn · d1 white bishop · f1 white rook · g1 white king | a8 black rook · b8 black rook · d8 black bishop · h8 black king · f7 black pawn · g7 black pawn · h7 black bishop · a6 black pawn · c6 black knight · d6 black pawn · f6 black knight · h6 black pawn · c5 black pawn · d5 white knight · f5 white pawn · c4 white pawn · e4 white pawn · c3 white knight · d3 white pawn · a2 white rook · d2 white bishop · h2 white pawn · d1 white bishop · f1 white rook · g1 white king | 7 |
| 6 | a8 black rook · b8 black rook · d8 black bishop · h8 black king · f7 black pawn · g7 black pawn · h7 black bishop · a6 black pawn · c6 black knight · d6 black pawn · f6 black knight · h6 black pawn · c5 black pawn · d5 white knight · f5 white pawn · c4 white pawn · e4 white pawn · c3 white knight · d3 white pawn · a2 white rook · d2 white bishop · h2 white pawn · d1 white bishop · f1 white rook · g1 white king | a8 black rook · b8 black rook · d8 black bishop · h8 black king · f7 black pawn · g7 black pawn · h7 black bishop · a6 black pawn · c6 black knight · d6 black pawn · f6 black knight · h6 black pawn · c5 black pawn · d5 white knight · f5 white pawn · c4 white pawn · e4 white pawn · c3 white knight · d3 white pawn · a2 white rook · d2 white bishop · h2 white pawn · d1 white bishop · f1 white rook · g1 white king | a8 black rook · b8 black rook · d8 black bishop · h8 black king · f7 black pawn · g7 black pawn · h7 black bishop · a6 black pawn · c6 black knight · d6 black pawn · f6 black knight · h6 black pawn · c5 black pawn · d5 white knight · f5 white pawn · c4 white pawn · e4 white pawn · c3 white knight · d3 white pawn · a2 white rook · d2 white bishop · h2 white pawn · d1 white bishop · f1 white rook · g1 white king | a8 black rook · b8 black rook · d8 black bishop · h8 black king · f7 black pawn · g7 black pawn · h7 black bishop · a6 black pawn · c6 black knight · d6 black pawn · f6 black knight · h6 black pawn · c5 black pawn · d5 white knight · f5 white pawn · c4 white pawn · e4 white pawn · c3 white knight · d3 white pawn · a2 white rook · d2 white bishop · h2 white pawn · d1 white bishop · f1 white rook · g1 white king | a8 black rook · b8 black rook · d8 black bishop · h8 black king · f7 black pawn · g7 black pawn · h7 black bishop · a6 black pawn · c6 black knight · d6 black pawn · f6 black knight · h6 black pawn · c5 black pawn · d5 white knight · f5 white pawn · c4 white pawn · e4 white pawn · c3 white knight · d3 white pawn · a2 white rook · d2 white bishop · h2 white pawn · d1 white bishop · f1 white rook · g1 white king | a8 black rook · b8 black rook · d8 black bishop · h8 black king · f7 black pawn · g7 black pawn · h7 black bishop · a6 black pawn · c6 black knight · d6 black pawn · f6 black knight · h6 black pawn · c5 black pawn · d5 white knight · f5 white pawn · c4 white pawn · e4 white pawn · c3 white knight · d3 white pawn · a2 white rook · d2 white bishop · h2 white pawn · d1 white bishop · f1 white rook · g1 white king | a8 black rook · b8 black rook · d8 black bishop · h8 black king · f7 black pawn · g7 black pawn · h7 black bishop · a6 black pawn · c6 black knight · d6 black pawn · f6 black knight · h6 black pawn · c5 black pawn · d5 white knight · f5 white pawn · c4 white pawn · e4 white pawn · c3 white knight · d3 white pawn · a2 white rook · d2 white bishop · h2 white pawn · d1 white bishop · f1 white rook · g1 white king | a8 black rook · b8 black rook · d8 black bishop · h8 black king · f7 black pawn · g7 black pawn · h7 black bishop · a6 black pawn · c6 black knight · d6 black pawn · f6 black knight · h6 black pawn · c5 black pawn · d5 white knight · f5 white pawn · c4 white pawn · e4 white pawn · c3 white knight · d3 white pawn · a2 white rook · d2 white bishop · h2 white pawn · d1 white bishop · f1 white rook · g1 white king | 6 |
| 5 | a8 black rook · b8 black rook · d8 black bishop · h8 black king · f7 black pawn · g7 black pawn · h7 black bishop · a6 black pawn · c6 black knight · d6 black pawn · f6 black knight · h6 black pawn · c5 black pawn · d5 white knight · f5 white pawn · c4 white pawn · e4 white pawn · c3 white knight · d3 white pawn · a2 white rook · d2 white bishop · h2 white pawn · d1 white bishop · f1 white rook · g1 white king | a8 black rook · b8 black rook · d8 black bishop · h8 black king · f7 black pawn · g7 black pawn · h7 black bishop · a6 black pawn · c6 black knight · d6 black pawn · f6 black knight · h6 black pawn · c5 black pawn · d5 white knight · f5 white pawn · c4 white pawn · e4 white pawn · c3 white knight · d3 white pawn · a2 white rook · d2 white bishop · h2 white pawn · d1 white bishop · f1 white rook · g1 white king | a8 black rook · b8 black rook · d8 black bishop · h8 black king · f7 black pawn · g7 black pawn · h7 black bishop · a6 black pawn · c6 black knight · d6 black pawn · f6 black knight · h6 black pawn · c5 black pawn · d5 white knight · f5 white pawn · c4 white pawn · e4 white pawn · c3 white knight · d3 white pawn · a2 white rook · d2 white bishop · h2 white pawn · d1 white bishop · f1 white rook · g1 white king | a8 black rook · b8 black rook · d8 black bishop · h8 black king · f7 black pawn · g7 black pawn · h7 black bishop · a6 black pawn · c6 black knight · d6 black pawn · f6 black knight · h6 black pawn · c5 black pawn · d5 white knight · f5 white pawn · c4 white pawn · e4 white pawn · c3 white knight · d3 white pawn · a2 white rook · d2 white bishop · h2 white pawn · d1 white bishop · f1 white rook · g1 white king | a8 black rook · b8 black rook · d8 black bishop · h8 black king · f7 black pawn · g7 black pawn · h7 black bishop · a6 black pawn · c6 black knight · d6 black pawn · f6 black knight · h6 black pawn · c5 black pawn · d5 white knight · f5 white pawn · c4 white pawn · e4 white pawn · c3 white knight · d3 white pawn · a2 white rook · d2 white bishop · h2 white pawn · d1 white bishop · f1 white rook · g1 white king | a8 black rook · b8 black rook · d8 black bishop · h8 black king · f7 black pawn · g7 black pawn · h7 black bishop · a6 black pawn · c6 black knight · d6 black pawn · f6 black knight · h6 black pawn · c5 black pawn · d5 white knight · f5 white pawn · c4 white pawn · e4 white pawn · c3 white knight · d3 white pawn · a2 white rook · d2 white bishop · h2 white pawn · d1 white bishop · f1 white rook · g1 white king | a8 black rook · b8 black rook · d8 black bishop · h8 black king · f7 black pawn · g7 black pawn · h7 black bishop · a6 black pawn · c6 black knight · d6 black pawn · f6 black knight · h6 black pawn · c5 black pawn · d5 white knight · f5 white pawn · c4 white pawn · e4 white pawn · c3 white knight · d3 white pawn · a2 white rook · d2 white bishop · h2 white pawn · d1 white bishop · f1 white rook · g1 white king | a8 black rook · b8 black rook · d8 black bishop · h8 black king · f7 black pawn · g7 black pawn · h7 black bishop · a6 black pawn · c6 black knight · d6 black pawn · f6 black knight · h6 black pawn · c5 black pawn · d5 white knight · f5 white pawn · c4 white pawn · e4 white pawn · c3 white knight · d3 white pawn · a2 white rook · d2 white bishop · h2 white pawn · d1 white bishop · f1 white rook · g1 white king | 5 |
| 4 | a8 black rook · b8 black rook · d8 black bishop · h8 black king · f7 black pawn · g7 black pawn · h7 black bishop · a6 black pawn · c6 black knight · d6 black pawn · f6 black knight · h6 black pawn · c5 black pawn · d5 white knight · f5 white pawn · c4 white pawn · e4 white pawn · c3 white knight · d3 white pawn · a2 white rook · d2 white bishop · h2 white pawn · d1 white bishop · f1 white rook · g1 white king | a8 black rook · b8 black rook · d8 black bishop · h8 black king · f7 black pawn · g7 black pawn · h7 black bishop · a6 black pawn · c6 black knight · d6 black pawn · f6 black knight · h6 black pawn · c5 black pawn · d5 white knight · f5 white pawn · c4 white pawn · e4 white pawn · c3 white knight · d3 white pawn · a2 white rook · d2 white bishop · h2 white pawn · d1 white bishop · f1 white rook · g1 white king | a8 black rook · b8 black rook · d8 black bishop · h8 black king · f7 black pawn · g7 black pawn · h7 black bishop · a6 black pawn · c6 black knight · d6 black pawn · f6 black knight · h6 black pawn · c5 black pawn · d5 white knight · f5 white pawn · c4 white pawn · e4 white pawn · c3 white knight · d3 white pawn · a2 white rook · d2 white bishop · h2 white pawn · d1 white bishop · f1 white rook · g1 white king | a8 black rook · b8 black rook · d8 black bishop · h8 black king · f7 black pawn · g7 black pawn · h7 black bishop · a6 black pawn · c6 black knight · d6 black pawn · f6 black knight · h6 black pawn · c5 black pawn · d5 white knight · f5 white pawn · c4 white pawn · e4 white pawn · c3 white knight · d3 white pawn · a2 white rook · d2 white bishop · h2 white pawn · d1 white bishop · f1 white rook · g1 white king | a8 black rook · b8 black rook · d8 black bishop · h8 black king · f7 black pawn · g7 black pawn · h7 black bishop · a6 black pawn · c6 black knight · d6 black pawn · f6 black knight · h6 black pawn · c5 black pawn · d5 white knight · f5 white pawn · c4 white pawn · e4 white pawn · c3 white knight · d3 white pawn · a2 white rook · d2 white bishop · h2 white pawn · d1 white bishop · f1 white rook · g1 white king | a8 black rook · b8 black rook · d8 black bishop · h8 black king · f7 black pawn · g7 black pawn · h7 black bishop · a6 black pawn · c6 black knight · d6 black pawn · f6 black knight · h6 black pawn · c5 black pawn · d5 white knight · f5 white pawn · c4 white pawn · e4 white pawn · c3 white knight · d3 white pawn · a2 white rook · d2 white bishop · h2 white pawn · d1 white bishop · f1 white rook · g1 white king | a8 black rook · b8 black rook · d8 black bishop · h8 black king · f7 black pawn · g7 black pawn · h7 black bishop · a6 black pawn · c6 black knight · d6 black pawn · f6 black knight · h6 black pawn · c5 black pawn · d5 white knight · f5 white pawn · c4 white pawn · e4 white pawn · c3 white knight · d3 white pawn · a2 white rook · d2 white bishop · h2 white pawn · d1 white bishop · f1 white rook · g1 white king | a8 black rook · b8 black rook · d8 black bishop · h8 black king · f7 black pawn · g7 black pawn · h7 black bishop · a6 black pawn · c6 black knight · d6 black pawn · f6 black knight · h6 black pawn · c5 black pawn · d5 white knight · f5 white pawn · c4 white pawn · e4 white pawn · c3 white knight · d3 white pawn · a2 white rook · d2 white bishop · h2 white pawn · d1 white bishop · f1 white rook · g1 white king | 4 |
| 3 | a8 black rook · b8 black rook · d8 black bishop · h8 black king · f7 black pawn · g7 black pawn · h7 black bishop · a6 black pawn · c6 black knight · d6 black pawn · f6 black knight · h6 black pawn · c5 black pawn · d5 white knight · f5 white pawn · c4 white pawn · e4 white pawn · c3 white knight · d3 white pawn · a2 white rook · d2 white bishop · h2 white pawn · d1 white bishop · f1 white rook · g1 white king | a8 black rook · b8 black rook · d8 black bishop · h8 black king · f7 black pawn · g7 black pawn · h7 black bishop · a6 black pawn · c6 black knight · d6 black pawn · f6 black knight · h6 black pawn · c5 black pawn · d5 white knight · f5 white pawn · c4 white pawn · e4 white pawn · c3 white knight · d3 white pawn · a2 white rook · d2 white bishop · h2 white pawn · d1 white bishop · f1 white rook · g1 white king | a8 black rook · b8 black rook · d8 black bishop · h8 black king · f7 black pawn · g7 black pawn · h7 black bishop · a6 black pawn · c6 black knight · d6 black pawn · f6 black knight · h6 black pawn · c5 black pawn · d5 white knight · f5 white pawn · c4 white pawn · e4 white pawn · c3 white knight · d3 white pawn · a2 white rook · d2 white bishop · h2 white pawn · d1 white bishop · f1 white rook · g1 white king | a8 black rook · b8 black rook · d8 black bishop · h8 black king · f7 black pawn · g7 black pawn · h7 black bishop · a6 black pawn · c6 black knight · d6 black pawn · f6 black knight · h6 black pawn · c5 black pawn · d5 white knight · f5 white pawn · c4 white pawn · e4 white pawn · c3 white knight · d3 white pawn · a2 white rook · d2 white bishop · h2 white pawn · d1 white bishop · f1 white rook · g1 white king | a8 black rook · b8 black rook · d8 black bishop · h8 black king · f7 black pawn · g7 black pawn · h7 black bishop · a6 black pawn · c6 black knight · d6 black pawn · f6 black knight · h6 black pawn · c5 black pawn · d5 white knight · f5 white pawn · c4 white pawn · e4 white pawn · c3 white knight · d3 white pawn · a2 white rook · d2 white bishop · h2 white pawn · d1 white bishop · f1 white rook · g1 white king | a8 black rook · b8 black rook · d8 black bishop · h8 black king · f7 black pawn · g7 black pawn · h7 black bishop · a6 black pawn · c6 black knight · d6 black pawn · f6 black knight · h6 black pawn · c5 black pawn · d5 white knight · f5 white pawn · c4 white pawn · e4 white pawn · c3 white knight · d3 white pawn · a2 white rook · d2 white bishop · h2 white pawn · d1 white bishop · f1 white rook · g1 white king | a8 black rook · b8 black rook · d8 black bishop · h8 black king · f7 black pawn · g7 black pawn · h7 black bishop · a6 black pawn · c6 black knight · d6 black pawn · f6 black knight · h6 black pawn · c5 black pawn · d5 white knight · f5 white pawn · c4 white pawn · e4 white pawn · c3 white knight · d3 white pawn · a2 white rook · d2 white bishop · h2 white pawn · d1 white bishop · f1 white rook · g1 white king | a8 black rook · b8 black rook · d8 black bishop · h8 black king · f7 black pawn · g7 black pawn · h7 black bishop · a6 black pawn · c6 black knight · d6 black pawn · f6 black knight · h6 black pawn · c5 black pawn · d5 white knight · f5 white pawn · c4 white pawn · e4 white pawn · c3 white knight · d3 white pawn · a2 white rook · d2 white bishop · h2 white pawn · d1 white bishop · f1 white rook · g1 white king | 3 |
| 2 | a8 black rook · b8 black rook · d8 black bishop · h8 black king · f7 black pawn · g7 black pawn · h7 black bishop · a6 black pawn · c6 black knight · d6 black pawn · f6 black knight · h6 black pawn · c5 black pawn · d5 white knight · f5 white pawn · c4 white pawn · e4 white pawn · c3 white knight · d3 white pawn · a2 white rook · d2 white bishop · h2 white pawn · d1 white bishop · f1 white rook · g1 white king | a8 black rook · b8 black rook · d8 black bishop · h8 black king · f7 black pawn · g7 black pawn · h7 black bishop · a6 black pawn · c6 black knight · d6 black pawn · f6 black knight · h6 black pawn · c5 black pawn · d5 white knight · f5 white pawn · c4 white pawn · e4 white pawn · c3 white knight · d3 white pawn · a2 white rook · d2 white bishop · h2 white pawn · d1 white bishop · f1 white rook · g1 white king | a8 black rook · b8 black rook · d8 black bishop · h8 black king · f7 black pawn · g7 black pawn · h7 black bishop · a6 black pawn · c6 black knight · d6 black pawn · f6 black knight · h6 black pawn · c5 black pawn · d5 white knight · f5 white pawn · c4 white pawn · e4 white pawn · c3 white knight · d3 white pawn · a2 white rook · d2 white bishop · h2 white pawn · d1 white bishop · f1 white rook · g1 white king | a8 black rook · b8 black rook · d8 black bishop · h8 black king · f7 black pawn · g7 black pawn · h7 black bishop · a6 black pawn · c6 black knight · d6 black pawn · f6 black knight · h6 black pawn · c5 black pawn · d5 white knight · f5 white pawn · c4 white pawn · e4 white pawn · c3 white knight · d3 white pawn · a2 white rook · d2 white bishop · h2 white pawn · d1 white bishop · f1 white rook · g1 white king | a8 black rook · b8 black rook · d8 black bishop · h8 black king · f7 black pawn · g7 black pawn · h7 black bishop · a6 black pawn · c6 black knight · d6 black pawn · f6 black knight · h6 black pawn · c5 black pawn · d5 white knight · f5 white pawn · c4 white pawn · e4 white pawn · c3 white knight · d3 white pawn · a2 white rook · d2 white bishop · h2 white pawn · d1 white bishop · f1 white rook · g1 white king | a8 black rook · b8 black rook · d8 black bishop · h8 black king · f7 black pawn · g7 black pawn · h7 black bishop · a6 black pawn · c6 black knight · d6 black pawn · f6 black knight · h6 black pawn · c5 black pawn · d5 white knight · f5 white pawn · c4 white pawn · e4 white pawn · c3 white knight · d3 white pawn · a2 white rook · d2 white bishop · h2 white pawn · d1 white bishop · f1 white rook · g1 white king | a8 black rook · b8 black rook · d8 black bishop · h8 black king · f7 black pawn · g7 black pawn · h7 black bishop · a6 black pawn · c6 black knight · d6 black pawn · f6 black knight · h6 black pawn · c5 black pawn · d5 white knight · f5 white pawn · c4 white pawn · e4 white pawn · c3 white knight · d3 white pawn · a2 white rook · d2 white bishop · h2 white pawn · d1 white bishop · f1 white rook · g1 white king | a8 black rook · b8 black rook · d8 black bishop · h8 black king · f7 black pawn · g7 black pawn · h7 black bishop · a6 black pawn · c6 black knight · d6 black pawn · f6 black knight · h6 black pawn · c5 black pawn · d5 white knight · f5 white pawn · c4 white pawn · e4 white pawn · c3 white knight · d3 white pawn · a2 white rook · d2 white bishop · h2 white pawn · d1 white bishop · f1 white rook · g1 white king | 2 |
| 1 | a8 black rook · b8 black rook · d8 black bishop · h8 black king · f7 black pawn · g7 black pawn · h7 black bishop · a6 black pawn · c6 black knight · d6 black pawn · f6 black knight · h6 black pawn · c5 black pawn · d5 white knight · f5 white pawn · c4 white pawn · e4 white pawn · c3 white knight · d3 white pawn · a2 white rook · d2 white bishop · h2 white pawn · d1 white bishop · f1 white rook · g1 white king | a8 black rook · b8 black rook · d8 black bishop · h8 black king · f7 black pawn · g7 black pawn · h7 black bishop · a6 black pawn · c6 black knight · d6 black pawn · f6 black knight · h6 black pawn · c5 black pawn · d5 white knight · f5 white pawn · c4 white pawn · e4 white pawn · c3 white knight · d3 white pawn · a2 white rook · d2 white bishop · h2 white pawn · d1 white bishop · f1 white rook · g1 white king | a8 black rook · b8 black rook · d8 black bishop · h8 black king · f7 black pawn · g7 black pawn · h7 black bishop · a6 black pawn · c6 black knight · d6 black pawn · f6 black knight · h6 black pawn · c5 black pawn · d5 white knight · f5 white pawn · c4 white pawn · e4 white pawn · c3 white knight · d3 white pawn · a2 white rook · d2 white bishop · h2 white pawn · d1 white bishop · f1 white rook · g1 white king | a8 black rook · b8 black rook · d8 black bishop · h8 black king · f7 black pawn · g7 black pawn · h7 black bishop · a6 black pawn · c6 black knight · d6 black pawn · f6 black knight · h6 black pawn · c5 black pawn · d5 white knight · f5 white pawn · c4 white pawn · e4 white pawn · c3 white knight · d3 white pawn · a2 white rook · d2 white bishop · h2 white pawn · d1 white bishop · f1 white rook · g1 white king | a8 black rook · b8 black rook · d8 black bishop · h8 black king · f7 black pawn · g7 black pawn · h7 black bishop · a6 black pawn · c6 black knight · d6 black pawn · f6 black knight · h6 black pawn · c5 black pawn · d5 white knight · f5 white pawn · c4 white pawn · e4 white pawn · c3 white knight · d3 white pawn · a2 white rook · d2 white bishop · h2 white pawn · d1 white bishop · f1 white rook · g1 white king | a8 black rook · b8 black rook · d8 black bishop · h8 black king · f7 black pawn · g7 black pawn · h7 black bishop · a6 black pawn · c6 black knight · d6 black pawn · f6 black knight · h6 black pawn · c5 black pawn · d5 white knight · f5 white pawn · c4 white pawn · e4 white pawn · c3 white knight · d3 white pawn · a2 white rook · d2 white bishop · h2 white pawn · d1 white bishop · f1 white rook · g1 white king | a8 black rook · b8 black rook · d8 black bishop · h8 black king · f7 black pawn · g7 black pawn · h7 black bishop · a6 black pawn · c6 black knight · d6 black pawn · f6 black knight · h6 black pawn · c5 black pawn · d5 white knight · f5 white pawn · c4 white pawn · e4 white pawn · c3 white knight · d3 white pawn · a2 white rook · d2 white bishop · h2 white pawn · d1 white bishop · f1 white rook · g1 white king | a8 black rook · b8 black rook · d8 black bishop · h8 black king · f7 black pawn · g7 black pawn · h7 black bishop · a6 black pawn · c6 black knight · d6 black pawn · f6 black knight · h6 black pawn · c5 black pawn · d5 white knight · f5 white pawn · c4 white pawn · e4 white pawn · c3 white knight · d3 white pawn · a2 white rook · d2 white bishop · h2 white pawn · d1 white bishop · f1 white rook · g1 white king | 1 |
|   | a | b | c | d | e | f | g | h |   |

Garry Kasparov vs Deep Blue, ván 3, tháng 5, năm 1997
1.d3 e5 2.Nf3 Nc6 3.c4 Nf6 4.a3 d6 5.Nc3 Be7 6.g3 0-0 7.Bg2 Be6 8.0-0 Qd7 9.Ng5 Bf5 10.e4 Bg4 11.f3 Bh5 12.Nh3 Nd4 13.Nf2 h6 14.Be3 c5 15.b4 b6 16.Rb1 Kh8 17.Rb2 a6 18.bxc5 bxc5 19.Bh3 Qc7 20.Bg4 Bg6 21.f4 exf4 22.gxf4 Qa5 23.Bd2 Qxa 24.Ra2 Qb3 25. f5 Qxd1 26.Bxd1 Bh7 27.Nh3 Rfb8 28.Nf4 Bd8 29.Nfd5 Nc6 (sơ đồ) 30.Bf4 Ne5 31.Ba4 Nxd5 32.Nxd5 a5 33.Bb5 Ra7 34.Kg2 g5 35.Bxe5+ dxe5 36.f6 Bg6 37.h4 gxh4 38.Kh3 Kg8 39.Kxh4 Kh7 40.Kg4 Bc7 41.Nxc7 Rxc7 42.Rxa5 Rd8 43.Rf3 Kh8 44.Kh4 Kg8 45.Ra3 Kh8 46.Ra6 Kh7 47.Ra3 Kh8 48.Ra6 ½–½ 

## Các biến thể được đặt tên
- 1.d3 c5 2. Nc3 Nc6 3.g3 là biến Venezolana.
- 1.d3 e5 là biến Reversed Rat.
- 1.d3 g6 2.g4 là biến Spike Deferred hoặc Tấn công Myers Spike.

## Liên quan
1. ↑  The book An Explosive Chess Opening Repertoire for Black is devoted to giving "Black a complete opening repertoire with the opening move 1...d6." Jouni Yrjola and Jussi Tella, An Explosive Chess Opening Repertoire for Black, Gambit Publications Ltd., 2001, p. 6. ISBN 1-901983-50-1.
2. ↑  Chess Life, Special Summer Issue 1997.
3. ↑  Need 4 games Cray Blitz-Levy 1984 Computer Chess Club archives at stmintz.com
4. ↑  "Garry Kasparov vs. Deep Blue (Computer), IBM Man-Machine (1997), New York, rd 3". Chessgames.com.

Thư mục
- Dunnington, Angus (2000). Winning Unorthodox Openings. Everyman Chess. ISBN 978-1-85744-285-4.
- Benjamin, Joel; Schiller, Eric (1987). Unorthodox Openings. Macmillan Publishing Company. tr. 10–11. ISBN 0-02-016590-0.
- Hooper, David; Whyld, Kenneth (1996) [1992]. The Oxford Companion to Chess (ấn bản thứ 2). Oxford University Press. ISBN 0-19-280049-3.